# Arja Alho
Arja Inkeri Alho (née le 21 mars 1954 à Hartola) est une femme politique finlandaise,. 

## Biographie
Arja Alho obtient son baccalauréat au lycée de Joutsa en 1974, puis son diplôme de l'ecole d'infirmières de Lahti en 1977.
De 1977 à 1981, elle est infirmière à l'hôpital de Kellokoski et au centre hospitalier universitaire d'Helsinki.
De 1981 à 1983, elle est secrétaire de projet du département des affaires sociales et de la santé de la région d'Uusimaa.
En 1989, Arja Alho obtient une maîtrise en sciences politiques de l'Université d'Helsinki. En 2004, il soutient sa thèse de doctorat en sciences politiques.
Arja Alho est députée SDP de la circonscription d'Helsinki du 26 mars 1983 au 23 mars 1999 et de la circonscription d'Uusimaa du 19 mars 2003 au 23 mars 1999.
Arja Alho est vice-ministre des Finances du gouvernement Lipponen I (13.04.1995–08.10.1997), ministre au Cabinet du Premier ministre de Finlande du gouvernement Lipponen I (13.04.1995–08.10.1997) et vice-ministère des Affaires sociales et de la Santé du gouvernement Lipponen I (28.04.1995–08.10.1997).